# Saotis nigriventris
Saotis nigriventris är en stekelart som först beskrevs av Thomson 1894.  Saotis nigriventris ingår i släktet Saotis och familjen brokparasitsteklar. Arten är reproducerande i Sverige. Inga underarter finns listade i Catalogue of Life.